# Evangelische Kirche Schitomir
Die Evangelisch-Lutherische Kirche Schitomir (ukrainisch Лютера́нська кі́рха) ist ein Kirchenbau in der ukrainischen Stadt Schytomyr.

## Geschichte
Auf Geheiß des russischen Kaisers Alexander I. wurde Schitomir 1801 Zentrum des evangelischen Kirchspiels Wolhynien. Jedoch musste die Gemeinde sich in Privathäusern oder gemieteten Räumen treffen.
Durch eine Schenkung erhielt die lutherische Gemeinde 1848 Land für eine Kirche und Pfarrhaus. Nach historischen Karten von Schitomir zu urteilen, wurde auf dem gestifteten Grundstück eine provisorische Kirche gebaut, wahrscheinlich ein Bethaus, obwohl hier gleichzeitig die Adresse einer deutschen Kirche angegeben ist.
Erst von 1894 bis 1896 wurde die heutige steinerne Kirche nach Plänen von Arnold Karlowitsch Ensch erbaut. Der Bau im Stil der Neugotik besticht durch seine guten Proportionen und die sinnvolle Gliederung der Seitenfassaden, die dank der flachen Senkkästen trotz der enormen Größe überraschend solide und leicht wirken.
Mit dem Bevölkerungswachstum der Stadt nahm auch die Zahl der Lutheraner deutlich zu. Laut der Volkszählung von 1912 lebten bereits 1,2 % der Lutheraner (1084 Personen) in der Stadt. Rechts der Kirche stand das Haus des Großvaters des deutschstämmigen sowjetischen Pianisten Swjatoslaw Richter, das nicht mehr erhalten ist.
Die lutherische Kirche wurde in den 1930er Jahren zur Sporthalle „Dynamo“ des Klubs der Polizeibeamten der Tscheka und des NKWD umgewandelt.
Seit 1990 wurde die Kirche wieder religiös von einer Gemeinde der Pan-Ukrainischen Baptistenunion genutzt, die aus den Evangeliumschristen-Baptisten hervorging. Im Jahr 1996 wurde auf dem Kirchenareal für die Niederländische Christliche Akademie „De Driestar“ ein neuer Komplex mit Schule und 25 Meter hohem Glockenturm gebaut. Die Gemeinde der Deutschen Evangelisch-Lutherischen Kirche der Ukraine in Schytomyr hat heute etwa 50 Gläubige verschiedener Nationalitäten. Evangelische Gottesdienste finden jeden Sonn- und Feiertag um 14:00 Uhr auf Russisch mit teils deutschsprachigem Gebet statt.

## Kirchspiel Schitomir
Zum Kirchspiel gehörten im Kreis Schitomir die Kolonie Faustindorf, Leske, Groß Karolinchen, Klein Karolinchen, Mittelkarolinchen, Brasewka (Rohrbach), im Kreis Rowno Tutschin, die Kolonie Aleksandria, Sofijówka, Friedrichsdorf, Chotenka, im Kreis Nowograd-Wolynsk die Kolonie Josephine, Darosiewka, Nebajówka, Murawa, Janówka, im Kreis Zasław die Kolonie Blumenthal und Slawuta.

## Pfarrer
| 1801 – 1825 | Georg Burchardt von Ruhl     |
| 1826 – 1841 | Johannes Gottfried Becker    |
| 1842 – 1866 | Peter Stelz                  |
| 1869 – 1907 | Heinrich Martin David Wasem  |
| 1907 – 1914 | Johannes Theodor Ernst Barth |
| 1926 – 1931 | Nikolai Adolf Tomberg        |
| 1933 – ?    | Gustav Uhle                  |
| 1941 – 1942 | Samuel Siegfried Lemke       |